# 夏國孝
夏國孝（1489年—1556年），字仁甫，號冠三（一作号冠山），四川重庆府涪州人，民籍。

## 生平
治《易經》，行二，由州學生中式四川鄉試第六十五名舉人，年三十五歲中式嘉靖二年（1523年）癸未科會試第三百五十名，第三甲第八十一名進士。授罗田知县，四年任黄冈县知县。擢開州知州，入为南户部主事，升员外郎，嘉靖十一年（1532年）督淮安钞关。

## 家族
曾祖夏彦璧。祖父夏邦本。父夏正。母易氏。具庆下。兄國忠、弟國賢、國賓、國柱。